# Уайт, Роберт Майкл
Роберт Майкл Уайт (англ. Robert Michael White; 6 июля 1924 — 17 марта 2010) — американский военный лётчик-испытатель, генерал-майор ВВС США. В 1960-х годах участвовал в испытаниях экспериментального самолёта X-15, на котором много раз побил рекорды скорости и высоты полёта. В дальнейшем был ответственным за разработку нескольких современных военных самолётов.

## Биография

### Ранние годы и военная служба
Уайт родился в Нью-Йорке 6 июля 1924 года. На военную службу он поступил в ноябре 1942 года в качестве кадета ВВС ВС США, в звании второго лейтенанта выпустился в феврале 1944 года. Во время Второй мировой войны Уайт служил в 355-й группе истребителей, сражавшейся в небе над Европой. С июля 1944 по февраль 1945 года он летал на P-51 Mustang, был сбит над Германией во время своего 52-го боевого вылета, находился в немецком плену до освобождения в апреле 1945 года. В декабре 1945 года Уайт ушёл со службы, оставшись в резерве ВВС приписанным к авиабазе Митчел в Нью-Йорке и занялся своим образованием. В 1951 году он получил степень бакалавра электротехники в Нью-Йоркском университете, позже продолжил обучение и в 1966 году получил степень магистра делового управления в Университете Джорджа Вашингтона.
Уайт вернулся на службу в мае 1951 года, во время Корейской войны. Сначала он служил в 514-м авианосном крыле на авиабазе Митчелл, в феврале 1952 года был переведён пилотом-истребителем в 40-й эскадрон истребителей-перехватчиков на авиабазу Джонсон в Японии. В августе 1953 года Уайт вернулся в США и служил инженером-системотехником в центре развития и исследований Ром на авиабазе Гриффисс в штате Нью-Йорк.

### Лётчик-испытатель
Пройдя обучение в школе лётчиков-испытателей ВВС США на авиабазе Эдвардс в Калифорнии, Уайт стал испытывать новейшие модели самолётов, таких как F-86 Sabre, F-89 Scorpion, F-102 Delta Dagger и F-105 Thunderchief. Он получил должность заместителя начальника дивизии испытательных полётов, позже был назначен помощником начальника подразделения управляемых космических аппаратов.
В 1958 году Уайт был выбран основным лётчиком-испытателем ракетоплана X-15. Свой первый полёт на нём Уайт совершил 15 апреля 1960 года. Через четыре месяца он поднял самолёт на высоту 41,5 км. Уайт был одним из кандидатов в астронавты в рамках программы Man In Space Soonest, однако она и не дошла до финальной стадии и была заменена программой «Меркурий».
В феврале 1961 года Уайт неофициально установил новый рекорд скорости полёта, разогнав свой X-15 до 3660 км/ч. До конца года он улучшал свой рекорд и 9 ноября разогнал самолёт до скорости 6590 км/ч, став первым пилотом, шестикратно превысившим скорость звука. Президент Кеннеди наградил Уайта и трёх других пилотов X-15, Джозефа Уокера, Форреста Питерсона и Скотта Кроссфилда, престижной авиационной наградой — призом Роберта Колье. 17 июля 1962 года майор Уайт поднял свой X-15 на высоту 96 км, тем самым совершив суборбитальный космический полёт по классификации ВВС США.

### Последующие годы
В октябре 1963 года Уайт вернулся в Германию, где служил в должности руководителя полётов 22-го эскадрона тактических истребителей, 36-го крыла тактических истребителей и командира 53-го эскадрона тактических истребителей. В августе 1965 года он вернулся в США и поступил в Промышленный колледж ВС в Вашингтоне, который окончил годом позже. С сентября 1966 по май 1967 годов подполковник Уайт руководил отделом тактических систем и руководил испытательной программой F-111.
В мае 1967 года, во время Вьетнамской войны, полковник Уайт был назначен заместителем командующего 355-м крылом тактических истребителей. Он совершил 70 боевых вылетов над Северным Вьетнамом, за бомбардировку моста Поля Думера в Ханое, которую он возглавлял 11 августа 1967 года, Уайт был награждён крестом Военно-воздушных сил. В октябре того же года он был переведён в штаб ВВС в Южном Вьетнаме, руководил наступательными воздушными операциями.
В июне 1968 года Уайт вернулся в США и на авиабазе Райт-Паттерсон работал по программе испытаний истребителя F-15. 31 июля 1970 года Уайт возглавил центр испытательных полётов ВВС на авиабазе Эдвардс, где руководил разработкой лётных испытаний для управляемых и неуправляемых аэрокосмических аппаратов. В ноябре 1972 года он был назначен командующим учебным корпусом резерва ВВС. В марте 1975 года Уайт был назначен начальником штаба Четвертого объединенного тактического авиационного командования. 12 февраля 1975 года он получил звание генерал-майора. 1 февраля 1981 года Уайт вышел в отставку.